# Districtul El Borma
El Borma este un district din provincia Ouargla, Algeria.